# 斯特氏瘦獅子魚
斯特氏瘦獅子魚，為輻鰭魚綱鮋形目杜父魚亞目獅子魚科的其中一種，分布於西南太平洋紐西蘭Havre海溝，棲息深度1411-1428公尺，體長可達4.8公分，為深海底棲性魚類，屬肉食性，生活習性不明。

## 擴展閱讀
維基物種上的相關：斯特氏瘦獅子魚